# Mausoleo di Maria Pereyra Camponeschi
Il mausoleo di Maria Pereyra Camponeschi, anche conosciuto come mausoleo di Maria e Beatrice, è il monumento funebre di Maria Pereyra Camponeschi, situato nella basilica di San Bernardino all’Aquila.
È stato realizzato nel 1488 ad opera di Silvestro dell'Aquila.

## Storia
La committente, Maria Pereira Noronha (anche menzionata con il cognome Noroña nella variante spagnola o con il solo cognome Pereyra), era una nobile di origine iberica, la più giovane tra i figli che raggiunsero l'età adulta di Rui Vaz Pereira (signore di Cabeceiras de Basto e Lagares d'El-Rei) e della consorte di questi, Beatriz de Noronha (figlia naturale di Alfonso Enríquez, a sua volta figlio naturale nato dalla relazione di Enrico II di Castiglia con Elvira Íñiguez de Vega), precettrice di Eleonora di Trastámara. La famiglia di Maria godeva di grande prestigio e le sue sorelle maggiori sposarono figure di rilievo: Costanza sposò Fernando de Almada, II conte di Avranches mentre Isabel fu la seconda moglie di Diego Hurtado de Mendoza. Maria fu personalità sociale e politica d'assoluto rilievo nella storia dell'Aquila. Sposò Pietro Lalle Camponeschi – conte di Montorio e rampollo dell'omonimo casato – ed ebbe da lui diverse figlie, tra cui Vittoria, dalla quale poi nacque Gian Pietro Carafa (papa Paolo IV). Un'altra figlia, Beatrice, morì prematuramente quando aveva solo quindici mesi.
Al termine dei lavori della nuova basilica di San Bernardino, destinata a conservare le spoglie del Santo, la famiglia Camponeschi commissionò a Silvestro dell'Aquila la realizzazione del mausoleo; l'artista aquilano, già autore del mausoleo di Amico Agnifili nella Cattedrale, era al culmine della sua maturità artistica e si dedicò all'opera alla fine degli anni ottanta del XV secolo.

## Descrizione
Il mausoleo è situato nella cappella maggiore della basilica di San Bernardino, alla sinistra dell'altare. È ritenuto da alcuni critici la più commovente delle opere di Silvestro dell'Aquila, nonché la più bella per ciò che riguarda la raffinatezza delle figure scolpite, e tra le più originali ed eclettiche dell'arte rinascimentale.
(Edward Burman)
Il monumento , in marmo scolpito, sintetizza influenze tosco-romane — in primis le opere di Andrea Bregno, ritenuto uno dei principali riferimenti di Silvestro, che lavorò con lui nell'arcispedale di Santo Spirito in Saxia — ed urbinate, forse dovute ad un passaggio dello scultore nelle Marche. In un raffinato arcosolio, è stato ricavato un fondale piatto dal punto di vista plastico come dal punto di vista cromatico essendo la parete dipinta di un rosso omogeneo simile al porfido; su questa quinta è quindi modellato un complesso sarcofago con le figure gisant e dormienti di Maria e di Beatrice, quest'ultima collocata sotto il giaciglio della madre. A lato del sarcofago, due putti d'influenza toscana sorreggono lo stemma del casato.
I pilastri laterali sono suddivisi in quattro settori e impreziositi dalle statue di San Giovanni Battista, Santa Lucia, San Francesco e Santa Caterina da Siena. Il fastone sovrastante può essere ricondotto alle decorazioni del rinascimento urbinate ed in particolare alla Sala delle Veglie del Palazzo Ducale.
Insieme al pressoché coevo mausoleo di San Bernardino nello stesso edificio, costituisce uno dei più importanti momenti della produzione artistica di quel periodo in Italia L'opera ha catalizzato le lodi di storici locali, come l'Alferi o il Leosini, e non; nella monografia di Edward Burman su Silvestro, lo storico inglese paragona la qualità artistica della figura di Maria ai lavori di Michelangelo e Donatello.